# Záskok (film)
Záskok (v anglickém originále The Hudsucker Proxy) je britsko-americký hraný film bratří Coenů. Na scénáři se dále podílel Sam Raimi. Ve filmu hráli Tim Robbins, Jennifer Jason Leigh, Paul Newman, Steve Buscemi a další. Hudbu k filmu složil Carter Burwell a kameramanem byl Roger Deakins, oba dlouholetí spolupracovníci bratří Coenů. Název Hudsucker byl použit již v minulosti v jiných jejich filmech, konkrétně Vlna zločinu (1985) a Potíže s Arizonou (1987). Film měl premiéru v lednu 1994 na Filmovém festivalu Sundance.